# Institut for Elektroniske Systemer
Institut for Elektroniske Systemer  er et institut på Aalborg Universitet, der varetager undervisning og forskning i computerteknologi, elektronik, informationsteknologi, robotteknologi og brugervenlige teknologiske løsninger. Instituttet er en del af Det Tekniske Fakultet for IT og Design og er et af de største institutter med over 200 ansatte.

## Uddannelser
| - Computerteknologi - Elektronik og IT - IT, Communication and New Media - Produkt- og Designpsykologi - Produkt- og Designpsykologi, civilingeniør - Robotteknologi - Matematik-teknologi - Matematik-teknologi, civilingeniør | - Communication Technology - Control and Automation - Cyber Security - Innovative Communication Technologies and Entrepreneurship - Robotics - Signal Processing and Acoustics - Vision, Graphics and Interactive Systems |